# Pangramme
Ne doit pas être confondu avec Hétérogramme.
 (février 2019).

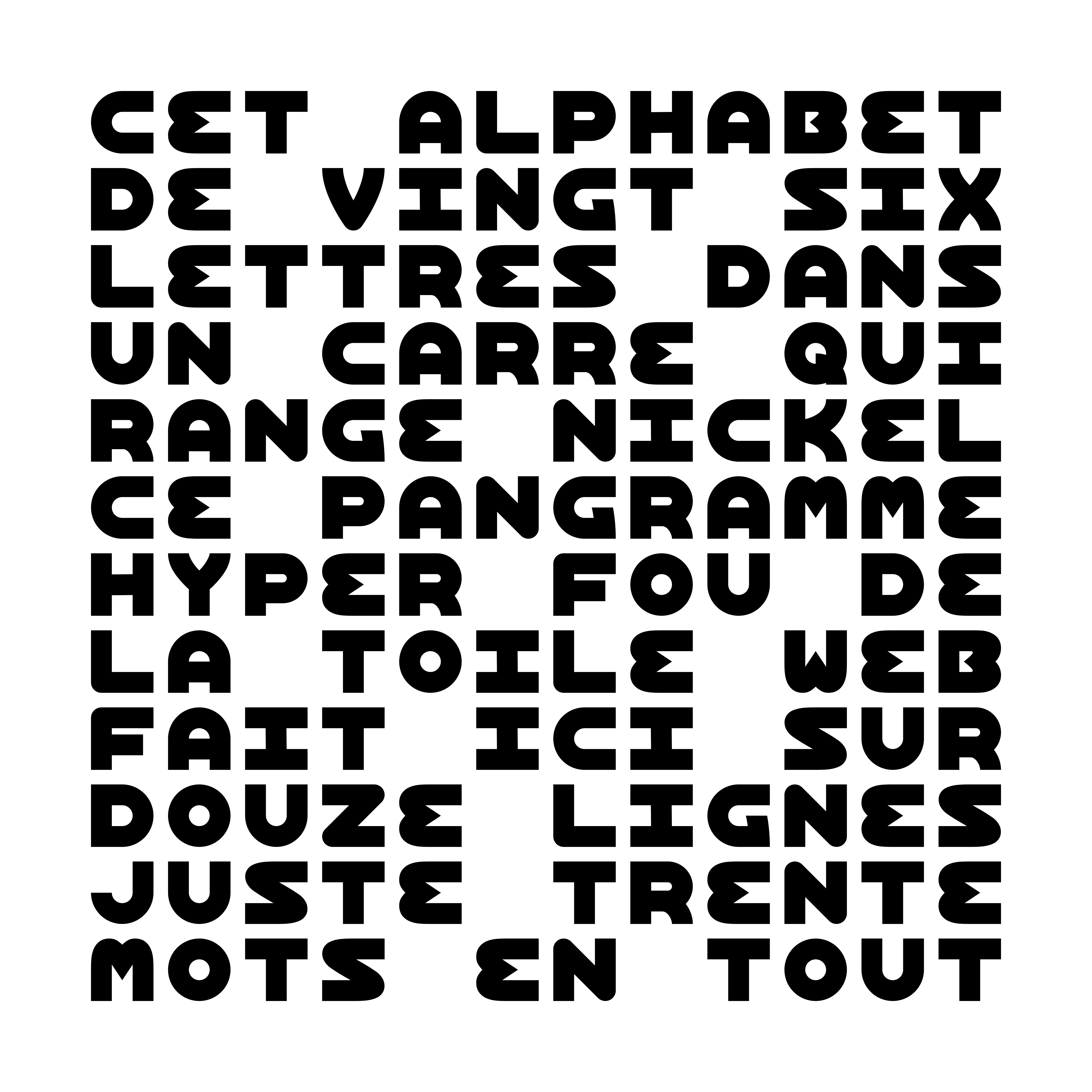
Un pangramme autoréférentiel justifié dans un carré.

Un pangramme (du grec ancien πᾶς / pâs (« tout ») et γράμμα / grámma (« lettre ») est une phrase comportant toutes les lettres de l'alphabet.
En français et en anglais, un pangramme comporte au moins 26 lettres. Il doit en compter au moins 42 si on compte les lettres accentuées et les ligatures (à, â, é, è, ê, ë, î, ï, ô, ù, û, ü, ÿ, ç, æ et œ). Si l'on peut atteindre la limite théorique en recourant massivement aux abréviations et aux sigles, l'effort consiste à construire une phrase cohérente la plus courte possible, sans lettres solitaires, ni abréviation ou sigle.
Portez ce vieux whisky au juge blond qui fume est probablement le plus célèbre pangramme français, n'utilisant qu'une seule fois chaque consonne et constituant en outre un alexandrin. En anglais, il s'agit de The quick brown fox jumps over the lazy dog.

## Usage
Une des finalités d'un pangramme est de tester les machines à écrire. On l'utilise aussi en typographie pour faire des tests de fontes de caractères. L'usage a perduré en informatique, les programmes d'aperçu de polices de caractères faisant également usage de pangrammes.

## Équivalents non latins
Les pangrammes ne se limitent pas obligatoirement à l'alphabet latin. On peut en composer avec les lettres des alphabets cyrillique, grec, hébreu…
Bien que ne correspondant pas exactement à la définition du pangramme, l'iroha japonais en est relativement proche dans son concept puisqu'il réunit tous les hiraganas en un unique poème. Cependant, il s'agit ici d'un texte contenant un syllabaire et non d'une phrase contenant un alphabet.

## Exemples de pangrammes connus en français

### Sans les lettres accentuées
Voici d'autres pangrammes. Seules sont retenues les phrases ayant un sens et qui sont correctement accordées. Ils sont dits « sans les lettres accentuées » car on ne s’y est pas obligé à mettre toutes les lettres accentuées mais certains en contiennent plusieurs.
- Vif juge, trempez ce blond whisky aqueux.[1] (33 lettres)
- Bref, domptez ce whisky qu'un ex-juge a volé (magayo) (34)
- Zombif parvînt jusqu'à deux whisky-glace (34)
- Buvez donc le whisky fameux que je partage (magayo) (35) alexandrin n’utilisant qu’une seule fois chaque consonne
- Grimpez quand ce whisky flatte vos bijoux (Chambaron) (35)

- Buvez de ce whisky que le patron juge fameux. (anonyme) (36)
- Juxtaposez vingt-cinq flambeurs de whisky (anonyme) (36)
- Mec jobard, portez un whisky qui fige la voix ! (Ludwig) (36)
- Voyez Twix, ce husky blond qu’on juge parfumé ! (Ludwig) (36 sans "whisky")
- Portez au juge cinq bols de vos fameux whisky. (anonyme) (37)
- Portez ce vieux whisky au juge blond qui fume (Charles Triouleyre ?), alexandrin classique n’utilisant qu’une seule fois chaque consonne (37)
- Purgez mon ex qui boit du whisky au café Javel (Stéphane Perrier) (37)
- Voyez le brick géant que j'examine près du wharf. (utilisé par l'UIT[2]) (39)
- Par kirs de zythum jovial, ce qu'un fax du web git ! (Pascal Engélibert) (38)
- Whitney, j'exige qu'au club vous fardiez mon képi. (Nicolas Baud) (38)
- Le zig boit, jaloux, rapide, veut finir mes cinq whiskys. (44)
- Le vif zéphyr jubile sur les kumquats du clown gracieux. (utilisé comme phrase de démonstration des polices de caractère sous les vieilles versions de Mac OS et dans Papyrus Gold, créé par Georges Ottavj et Claudine Ottavj sous demande des traducteurs de Système 7) (46)
- Yves fugue en BMX chez Will, qui est près du Kilimandjaro.(aufildesbulles) (46)
- Monsieur Jack, vous dactylographiez bien mieux que Wolf (s'utilisait dans l'armée suisse pour tester le clavier des téléscripteurs. Elle n'a pas d'accent car ceux-ci ne pouvaient pas se transmettre) (47)
- Hé, Gwendal et Xavier, vous qui jouez beaucoup au Molkky : « feu » ! (48)
- "J'ai versé cinq yoghourts aux kiwis sur de la pizza flambée." (aufildesbulles) (48)
- Mon pauvre zébu ankylosé choque deux fois ton wagon jaune (anonyme) (48)
- Joyeux, ivre, fatigué, le nez qui pique, Clown Hary skie dans l’ombre. (53)
- Un quetzal réfugié en kimono achète dix pyjamas verts sur le Web. (Aufildesbulles) (53)
- Voix ambiguë d'un cœur qui, au zéphyr, préfère les jattes de kiwis. (anonyme) (53) (utilisée comme phrase de démonstration de certaines polices typographiques, dont celles de Windows, à partir de la version XP & Blackberry et du visionneur de polices de Debian)
- Hier, au zoo, j'ai vu dix guépards, cinq zébus, un yak et le wapiti fumer.(54) (Aufildesbulles)
- Bâchez quelques wagons-taxis avec vos pyjamas de fakir. ( LB10 sur Calvacom ) (46)
- Voyez ce koala fou qui mange des journaux et des photos dans un bungalow. (59)
- Dans un wagon bleu, tout en mangeant cinq kiwis frais, vous jouez du xylophone. (64)
- Zut ! Je crois que le chien Sambuca préfère le whisky revigorant au doux porto. (remplace la précédente dans des versions plus récentes) (64)
- J’aime l’idée que le plus grand des Sex-symbols new-yorkais, n’était qu’un chien dans un foyer de Brazzaville (Sébastien Dagnet) (86)

On ne peut par définition pas rédiger de pangramme de moins de vingt-six lettres mais il semblerait qu'on ne puisse créer un pangramme de moins de 30 lettres qu'en rendant la phrase peu intelligible.[réf. nécessaire] Les pangrammes de moins de 30 lettres, envahis d'abréviations, de noms propres ou de sigles entrent dans cette catégorie ou encore celui-ci :
- Whisky vert : jugez cinq fox d'aplomb. (Georges Perec dans l'Atlas de littérature potentielle[3]) (29) Son auteur en explique cependant le sens dans une conférence prononcée à Copenhague l'année même de la publication de l'Atlas :

« J'en ai fait un plus court [...] L'histoire est la suivante [...] On sait que le whisky, quand il est trop jeune, rend malade, donc il y a une méthode pour juger si le whisky est bon à être bu ou pas : on fait boire du whisky et on demande à celui qui vient de le boire de dire si les cinq petits chiens qui sont assis là-bas sont droits ou sont... [Geste]. S'ils penchent, c'est que le whisky est trop jeune, et s'ils ne penchent pas, c'est qu'on peut le boire. »

Un pangramme peut aussi pasticher des vers célèbres, comme ceux de L'Invitation au voyage, poème de Charles Baudelaire :

« J'ouvris le gaz, pris un whisky,
et tout fut ordre, beauté,
luxe, calme et volupté. »

— Marc Gayot

### Avec les signes diacritiques
Ces pangrammes sont dits « avec les lettres accentuées » car on s'y est obligé à les mettre toutes — y adjoignant le ç — à savoir donc : à, â, é, è, ê, ë, î, ï, ô, ù, û, ü, ç. Le cas des ligatures que sont œ et æ est un peu particulier : certains pangrammes les ignorent, d'autres les incluent. Le y tréma ÿ est un cas similaire,.
- Portez ce vieux whisky au juge blond qui fume sur son île intérieure, à côté de l'alcôve ovoïde, où les bûches se consument dans l'âtre, ce qui lui permet de penser à la cænogénèse de l'être dont il est question dans la cause ambiguë entendue à Moÿ, dans un capharnaüm qui, pense-t-il, diminue çà et là la qualité de son œuvre.
- Dès Noël, où un zéphyr haï me vêt de glaçons würmiens, je dîne d’exquis rôtis de bœuf au kir, à l’aÿ d’âge mûr, &cætera. (contient les 42 caractères de la langue française) (Gilles Esposito-Farèse)
- Le cœur déçu mais l'âme plutôt naïve, Louÿs rêva de crapaüter en canoë au delà des îles, près du mälström où brûlent les novæ.
- Quittant le wharf de l’île de Croÿ, le cœur déçu mais l’âme en joie, son fez brûlé sur la tête, la plutôt naïve Lætitia crapaüta en canoë au delà des Kerguelen, pour s’exiler où ? Près du mälström ![6]

### Pangrammes défectifs
Georges Perec allie également pangramme et lipogramme dans La Disparition, roman n'utilisant pas la lettre e. Il crée ainsi un « pangramme défectif », une phrase contenant toutes les lettres de l'alphabet, excepté le e :
- Portons dix bons whiskys à l'avocat goujat qui fumait au zoo. (Georges Perec) (51)

Héléna Marienské, dans un pastiche de Georges Perec qui constitue un des chapitres de son roman Le Degré suprême de la tendresse, a construit, à son tour, plusieurs quasi-pangrammes associés à un lipogramme en e, dont le suivant :
- Doux mais vif, un judoka du yachting-club dit pourquoi aux zigs wallons. (57)

### Pangramme autodescriptif
Un pangramme autodescriptif est une phrase contenant toutes les lettres de l'alphabet (pangramme) et exprimant une proposition vraie sur elle-même (autodescriptif, par exemple : sur le nombre de lettres qu'elle contient).

« Ce pangramme autodescriptif en hommage à Douglas Hofstadter, Lee Sallows, Jacques Pitrat, Nicolas Graner et Éric Angelini contient exactement dix-sept a, un b, onze c, huit d, trente-cinq e, cinq f, neuf g, six h, vingt-quatre i, deux j, un k, sept l, six m, vingt-six n, onze o, huit p, huit q, onze r, quinze s, vingt-sept t, dix-sept u, quatre v, deux w, neuf x, un y, et cinq z. »

— OuLiPo.

## Exemples de pangrammes dans d'autres langues
- afrikaans
  - Jong Xhosas of Zoeloes wil hou by die status quo vir chemie in die Kaap.
- allemand
  - Falsches Üben von Xylophonmusik quält jeden größeren Zwerg.
  - (sans umlaut et ß) Sylvia wagt quick den Jux bei Pforzheim.
- anglais
  - The quick brown fox jumps over the lazy dog.
  -  The five boxing wizards jump quickly.
- arabe
  - أبجد هوَّز حُطّي كلَمُن سَعْفَص قُرِشَت ثَخَدٌ ضَظَغ
  - قال الخليل بن أحمد الفراهيدي : صف خلق خود كمثل الشمس إذ بزغت *** يحظى الضجيع بها نجلاء معطار
  - وقال محمد بن فلاح المطيري : تصبّر على خفق الزمان وبطشه *** كدوح إذا غيظ الجثاة مضرس[9]
- arménien
  - Բել դղյակի ձախ ժամն օֆ ազգությանը ցպահանջ չճշտած վնաս էր եւ փառք։
- basque
  - Vaudeville itxurako filmean yogi ñaño bat jipoitzen dute Quebec-en whiski truk.
- BCMS
  - Љубазни фењерџија чађавог лица хоће да ми покаже штос.
  - Ljubazni fenjerdžija čađavog lica hoće da mi pokaže štos.
- bulgare
  - Ах чудна българска земьо, полюшвай цъфтящи жита.
- catalan
  - Jove xef, porti whisky amb quinze glaçons d’hidrogen, coi!
- coréen
  - 키스의 고유조건은 입술끼리 만나야 하고 특별한 기술은 필요치 않다
- danois
  - Quizdeltagerne spiste jordbær med fløde, mens cirkusklovnen Walther spillede på xylofon.
- espagnol
  - El veloz murciélago hindú comía feliz cardillo y kiwi. La cigüeña tocaba el saxofón detrás del palenque de paja.
  - (sans accents) David exige plazo fijo, embarque truchas y niños New York.
- espéranto
  - Laŭ Ludoviko Zamenhof bongustas freŝa ĉeĥa manĝaĵo kun spicoj.
- finnois
  - (sans lettres étrangères) Törkylempijä vongahdus.
- gaélique irlandais
  - Chuaigh bé mhórshách le dlúthspád fíorfhinn trí hata mo dhea-phorcáin bhig.
- grec ancien
  - Τρηχὺν δ᾽ ὑπερβὰς φραγμὸν ἐξήνθιζε κλώψ.
- grec moderne
  - Ξεσκεπάζω τὴν ψυχοφθόρα βδελυγμία.
- guarani
  - Hĩlandiagua kuñanguéra oho peteĩ sa'yju ypa'ũme Gavõme ombo'e hag̃ua ingyleñe'ẽ mitãnguérare ne'ẽndy'ỹ.
- hébreu
  - דג סקרן שט בים מאוכזב ולפתע מצא חברה
- hongrois
  - Egy hűtlen vejét fülöncsípő, dühös mexikói úr Wesselényinél mázol Quitóban.
- islandais
  - Kæmi ný öxi hér ykist þjófum nú bæði víl og ádrepa.
- italien
  - Pranzo d’acqua fa volti sghembi.
  - (avec lettres étrangères) Quel vituperabile xenofobo zelante assaggia il whisky ed esclama: alleluja!
- japonais
  - (iroha) いろはにほへと ちりぬるを わかよたれそ つねならむ うゐのおくやま けふこえて あさきゆめみし ゑひもせす
- latin
  - Gaza frequens Lybicum duxit Karthago triumphum.
- letton
  - Glāžšķūņa rūķīši dzērumā čiepj Baha koncertflīģeļu vākus.
- lituanien
  - Įlinkdama fechtuotojo špaga sublykčiojusi pragręžė apvalų arbūzą.
- lojban
  - .o'i mu xagji sofybakni cu zvati le purdi
- néerlandais
  - Sexy qua lijf, doch bang voor ’t zwempak.
  - Pa’s wijze lynx bezag vroom het fikse aquaduct.
- norvégien
  - Vår sære Zulu fra badeøya spilte jo whist og quickstep i min taxi.
- persan
  - بر اثر چنین تلقین و شستشوی مغزی جامعی، سطح و پایهٔ ذهن و فهم و نظر بعضی اشخاص واژگونه و معکوس می‌شود
- polonais
  - Stróż pchnął kość w quiz gędźb vel fax myjń.
- portugais
  - Gazeta publica hoje no jornal uma breve nota de faxina na quermesse.
- roumain
  - Gheorghe, obezul, a reuşit să obţină jucându-se un flux în Quebec de o mie kilowaţioră.
- russe
  - Съешь ещё этих мягких французских булок, да выпей же чаю.
- slovaque
  - Kŕdeľ šťastných ďatľov učí pri ústí Váhu mĺkveho koňa obhrýzať kôru a žrať čerstvé mäso.
- slovène
  - Šerif bo za vajo spet kuhal domače žgance.
- suédois
  - (sans lettres étrangères) Flygande bäckasiner söka hwila på mjuka tuvor.
- tchèque
  - Příliš žluťoučký kůň úpěl ďábelské ódy.
  - (avec lettres étrangères) Nechť již hříšné saxofony ďáblů rozzvučí síň úděsnými tóny waltzu, tanga a quickstepu.
- thaï
  - เป็นมนุษย์สุดประเสริฐเลิศคุณค่า กว่าบรรดาฝูงสัตว์เดรัจฉาน จงฝ่าฟันพัฒนาวิชาการ อย่าล้างผลาญฤๅเข่นฆ่าบีฑาใคร ไม่ถือโทษโกรธแช่งซัดฮึดฮัดด่า หัดอภัยเหมือนกีฬาอัชฌาสัย ปฏิบัติประพฤติกฎกำหนดใจ พูดจาให้จ๊ะ ๆ จ๋า ๆ น่าฟังเอยฯ
- turc
  - Pijamalı hasta yağız şoföre çabucak güvendi.
- ukrainien
  - Жебракують філософи при ґанку церкви в Гадячі, ще й шатро їхнє п'яне знаємо.
- yoruba
  - Ìwọ̀fà ń yọ̀ séji tó gbojúmọ́, ó hàn pákànpọ̀ gan-an niṣẹ́ rẹ̀ bó dọ̀la.